# Сборная Сен-Мартена по футболу
Сбо́рная Сен-Марте́на по футбо́лу (англ. Saint Martin national football team) — футбольная команда, представляющая Сен-Мартен (заморскую общину Франции, занимающую северную часть острова Сен-Мартен и прилегающие острова) в международных футбольных матчах и турнирах. Руководящая организация — Футбольный комитет Северных островов (фр. Comité de Football des Îles du Nord).
Не входит в ФИФА и не имеет права принимать участия в отборочных играх чемпионата мира. Является членом КОНКАКАФ и участвует в соревнованиях, проводимых этой организацией. Несколько раз принимала участие в отборочных турнирах Золотого кубка КОНКАКАФ, но все попытки пробиться в финальную часть соревнования были тщетны.
Сборная является одной из слабейших в КОНКАКАФ. На сентябрь 2008 команда провела 26 матчей (6 побед, 3 ничьих и 17 поражений). Игроки, когда-либо выступавшие за команду, малоизвестны, никто из них не играл в сильных европейских или американских клубах. Сборная существует с осени 1994 года; в феврале 2001 года она добилась довольно крупных для себя успехов, обыграв со счётом 3:1 сначала Монтсеррат, а затем Ангилью (сборные двух маленьких британских владений); в ноябре 2004 года она потерпела крупнейшее в своей истории поражение, уступив Ямайке 0:12, Ямайка является единственным из соперников Сен-Мартена, когда-либо игравшим на чемпионате мира.